# Arthur Housman

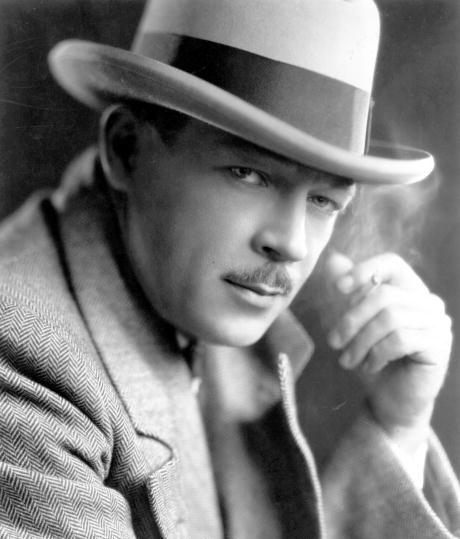
Arthur Housman (1925)

Arthur Housman (* 10. Oktober 1889 in New York City, New York; † 8. April 1942 in Los Angeles, Kalifornien) war ein US-amerikanischer Schauspieler, welcher vor allem durch seine Darstellungen zahlloser komischer Betrunkener bekannt wurde.

## Leben und Karriere
Arthur Housman begann seine Laufbahn als Schauspieler im Vaudeville sowie in den Theatern seiner Heimatstadt New York. Seinen ersten Film drehte Arthur Housman bereits im Jahre 1912. Während der Stummfilmzeit war er Hauptdarsteller zahlreicher Komödien und hatte in den 1920er-Jahren sogar seine eigene Filmreihe, von der aber wahrscheinlich nur der Film Male Wanted nicht verschollen ging. Housman arbeitete unter anderem mit den Produktionsfirmen Edison Manufacturing Company, Fox Film Corporation und Selig zusammen. Außerdem unterstützte der dünne, aristokratisch aussehende Schauspieler mit dem Schnurrbart weitere Komiker wie Harold Lloyd als Nebendarsteller und war in der Rolle eines belästigenden Gentlemans in Friedrich Wilhelm Murnaus hochgelobtem Stummfilm Sonnenaufgang – Lied von zwei Menschen zu sehen.
Ähnlich wie viele andere Stummfilmschauspieler nahm auch Housmans Karriere Ende der 1920er-Jahre Schaden durch den Beginn des Tonfilmes. Er musste sich fortan meistens mit kleinen Nebenrollen begnügen, fand aber seine Nische als Darsteller von Betrunkenen in Dutzenden Filmen. In allen seinen fünf Auftritten bei Laurel und Hardy verkörperte er Betrunkene, darunter den Mann in der Telefonzelle in Die Doppelgänger sowie den alkoholisierten Matrosen in The Live Ghost, auf welchen das Komikerduo aufpassen muss und ihn schließlich für einen Geist hält. Weitere Komiker, welche mit Housman spielten, waren The Three Stooges, Thelma Todd & ZaSu Pitts, Edgar Kennedy und Andy Clyde. Ebenso trat Housman in zahlreichen Langfilmen als Betrunkener auf, auch wenn er in diesen meist nur für wenige Sekunden auf der Leinwand zu sehen war. Am Ende seines Lebens hatte er in über 315 Filmen gespielt.
Unglücklicherweise spiegelten seine Darstellungen auch sein Privatleben wider: Housman wurde zunehmend zum Alkoholiker und verstarb 1942 mit nur 52 Jahren an einer Lungenentzündung. Er wurde auf dem Los Angeles National Cemetery in Los Angeles beigesetzt. Von 1919 bis zu seinem Tod war er mit Ellen Grubley (1893–1960) verheiratet gewesen.

## Filmografie (Auswahl)
- 1915: It May Be You
- 1916: Nearly Spliced
- 1918: Back to the Woods
- 1918: Brown of Harvard
- 1920: The Flapper
- 1921: The Way of a Maid
- 1924: Manhandled
- 1925: Mit Lasso und Peitsche (The Desert’s Price)
- 1926: Das Rätsel der Fledermaus (The Bat)
- 1927: Sonnenaufgang – Lied von zwei Menschen (Sunrise – A Song of Two Humans)
- 1928: Der singende Narr (The Singing Fool)
- 1928: Mädel sei lieb (Happiness Ahead)
- 1929: Broadway
- 1930: Der Traumtänzer (Feet First)
- 1931: Five and Ten
- 1932: Filmverrückt (Movie Crazy)
- 1932: Laurel und Hardy – Gelächter in der Nacht (Scram!)
- 1933: Sie tat ihm unrecht (She Done Him Wrong)
- 1933: Good Housewrecking
- 1933: Wreckety Wrecks
- 1934: Die lustige Witwe (The Merry Widow)
- 1934: Punch Drunks
- 1934: Laurel und Hardy: The Live Ghost
- 1934: The Chases of Pimple Street
- 1935: It Always Happens
- 1935: Goldfieber in Alaska (The Call of the Wild)
- 1935: Laurel und Hardy – The Fixer Uppers
- 1935: Diamanten-Jim (Diamond Jim)
- 1935: Der Polizeibericht meldet … (Woman Wanted)
- 1936: Show Boat
- 1936: Laurel und Hardy – Die Doppelgänger (Our Relations)
- 1936: Dünner Mann, 2. Fall (After the Thin Man)
- 1939: In der Fremdenlegion (The Flying Deuces)
- 1939: Blondie Takes a Vacation
- 1939: Zum Verbrecher verurteilt (They Made Me a Criminal)
- 1940: Go West
- 1940: Keine Zeit für Komödie (No Time for Comedy)
- 1940: Im Taumel der Weltstadt (City for Conquest)
- 1941: Der letzte Bandit (Billy the Kid)